# Alfred Altherr (Architekt)
Alfred Altherr junior (* 8. März 1911 in Wuppertal; † 15. Juni 1972) war ein Schweizer Architekt, Industriedesigner, Dozent und Gründungsredaktor der Schweizer Fachzeitschrift Bauen + Wohnen.

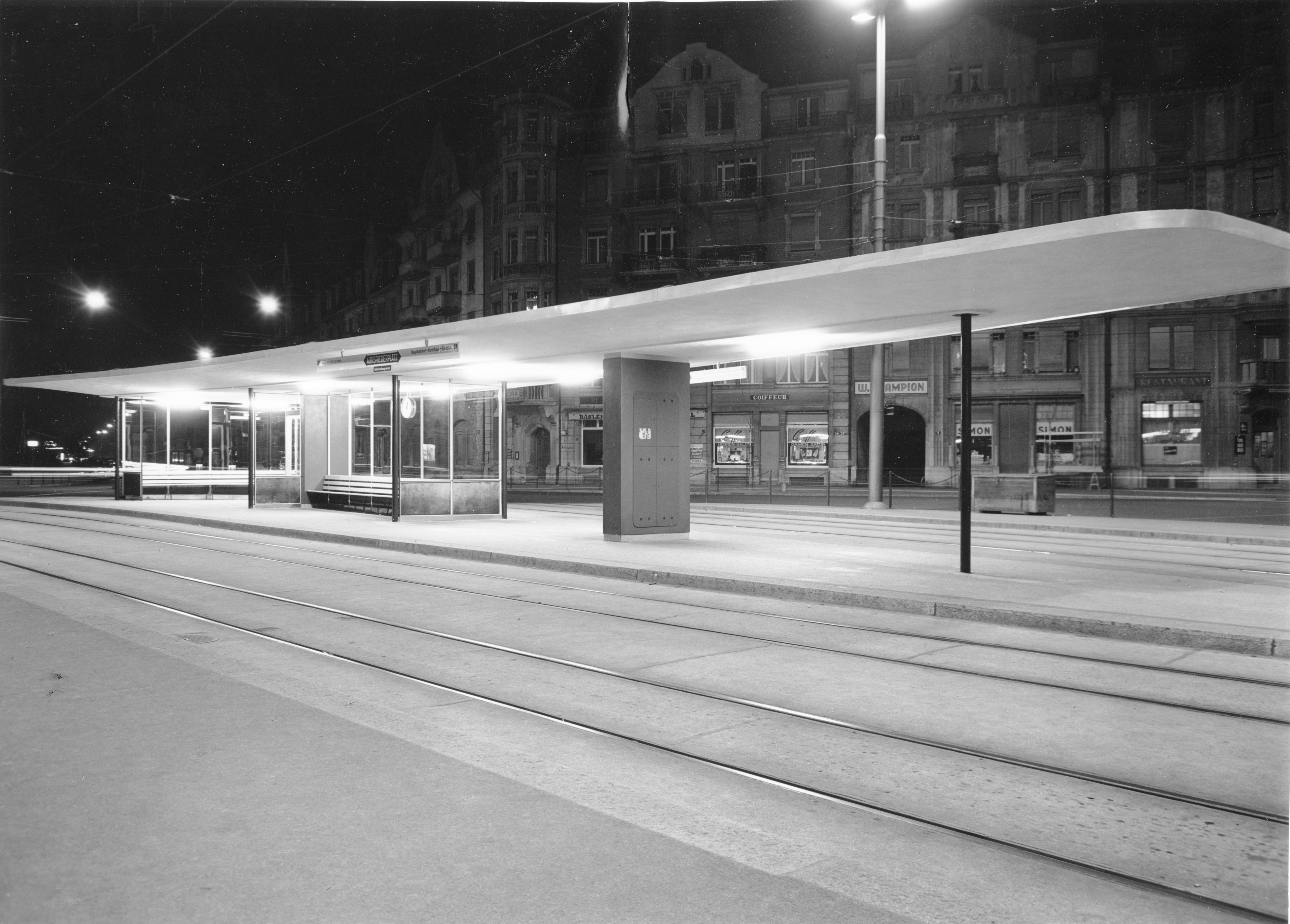
Tramhaltestelle, Albisriederplatz Zürich

## Werdegang
Alfred Altherr junior wuchs als Sohn von Alfred Johann Altherr auf und schloss eine Bauzeichnerlehre ab. 1930 ging er nach Paris in das Atelier von Le Corbusier und Pierre Jeanneret. Daraufhin machte er ein Praktikum in Amsterdam und arbeitete bei Karl Moser und Alfred Roth. Er arbeitete bei Gebrüder Pfister in Zürich. Ab 1934 führte er ein eigenes Architekturbüro und lehrte an der Kunstgewerbeschule Zürich (heute: Zürcher Hochschule der Künste). Zusammen mit Walter Frey gründete er die Schweizerische Fachzeitschrift für Architektur und Städtebau Bauen + Wohnen. Von 1949 bis 1961 war Altherr Geschäftsführer des Schweizerischen Werkbundes und Mitarbeiter an der Fachzeitschrift Werk. Alfred Altherr initiierte 1952 die Auszeichnung Die Gute Form. Von 1961 bis 1963 war er Direktor der Kunstgewerbeschule und des Kunstgewerbemuseums Zürich. Er war Mitglied im Bund Schweizer Architekten und im Schweizerischen Ingenieur- und Architektenverein.
Alfred Altherrs Sohn war Jürg Altherr.

## Werk
Eine Auswahl von Altherrs Bauten wurden fotografisch Hans Finsler dokumentiert.
Bauten
- 1949: Haus, Suhr[2]
- 1951: Pavillon Form und Farbe, Mustermesse Basel
- 1952: Tramhaltestelle, Albisriederplatz Zürich (1988 von Ueli Zbinden renoviert)
- 1964: Haus Altherr, Sassalto-Centovalli[3][4]
- 1956–1957: Einfamilienhäuser, Forch[5]

Möbel

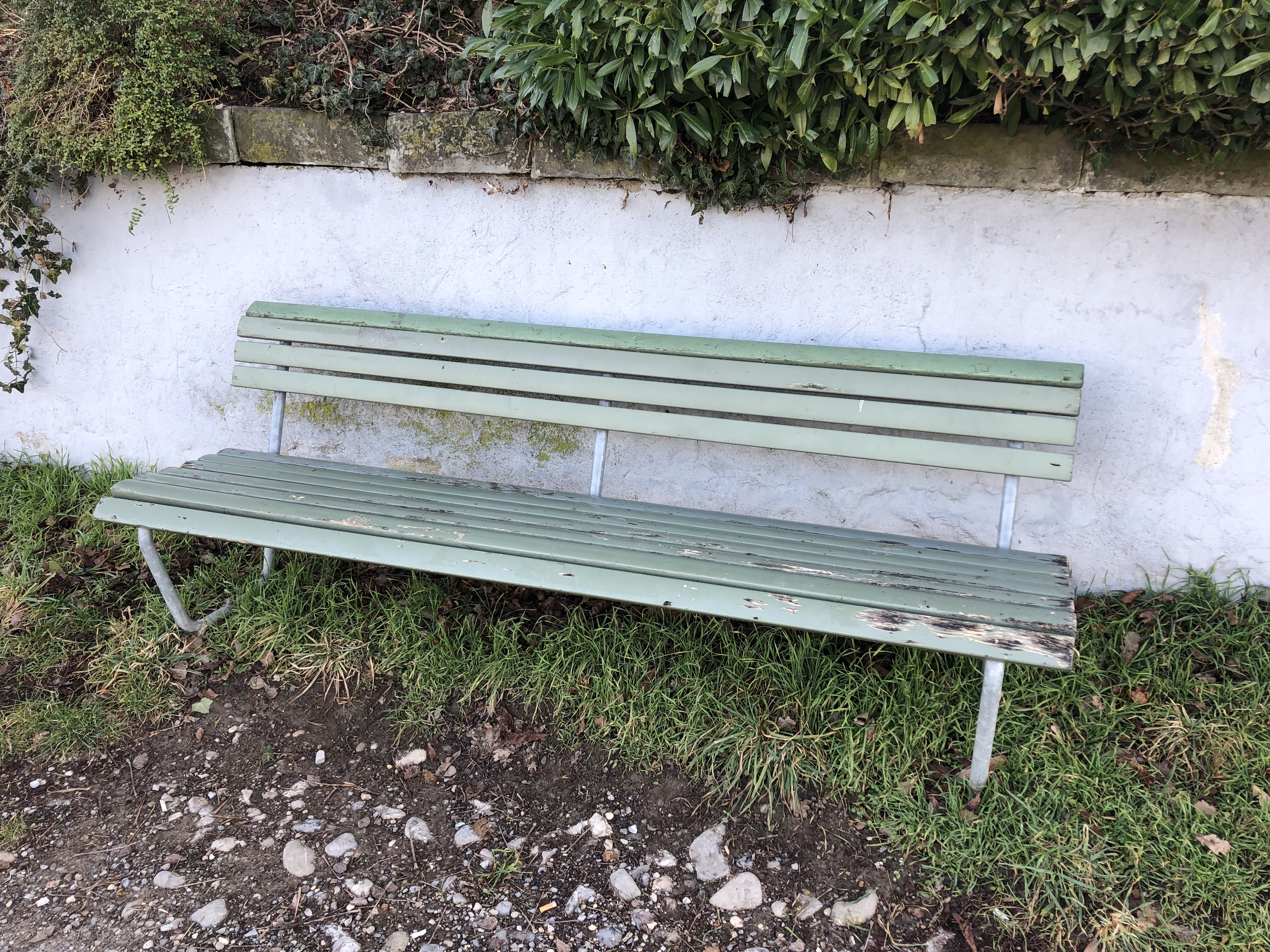
Landibank, 1939

- 1939: Landi-Bank, mit Charles Hoch, für die Schweizerische Landesausstellung 1939[6]
- FREBA-Typenmöbel[7]

Unter dem Label altherrundaltherr bringt seine Enkelin Jolanda Altherr die wiederentdeckten Schweizer Designklassiker wie die Stehleuchte, den Sessel 01 oder den Home Office Tisch von Alfred Altherr Junior wieder heraus.
Bücher
- (Hrsg.): Neue Schweizer Architektur. New Swiss Architecture. Gerd Hatje, Stuttgart 1965
- (Hrsg.): Drei japanische Architekten. Mayekawa. Tange. Sakakura. Verlag Niggli, Teufen 1968.

## Ausstellungen
- 1939: Schweizerische Landesausstellung
- 1955: Schweizerpavillon H 55 auf der Helsingborger Ausstellung, Schweden
- 2013: Design+Design, Architekturforum Zürich[9]